# 埃斯巴赫
埃斯巴赫是德国图林根州的一个市镇。总面积5.28平方公里，总人口244人，其中男性128人，女性116人（2011年12月31日），人口密度46人/平方公里。